# ستيفن داربي
ستيفن مارك داربي (بالإنجليزية: Stephen Mark Darby)‏، من مواليد 6 أكتوبر 1988 في ليفربول في إنجلترا، لاعب كرة قدم إنجليزي سابق كان يجيد اللعب في مركز الظهير الأيمن.
بدأ مسيرته الكروية مع نادي ليفربول في عام 2006، وهو يلعب معهم حتى الآن.

## روابط خارجية
- ستيفن داربي على موقع الاتحاد الأوربي (الإنجليزية)
- ستيفن داربي على موقع إي إس بي إن إف سي (الإنجليزية)
- ستيفن داربي على موقع قاعدة بيانات كرة القدم.إي يو (الإنجليزية)
- ستيفن داربي على موقع Soccerbase.com (لاعب) (الإنجليزية)
- ستيفن داربي على موقع عالم كرة القدم.نت (الإنجليزية)
- ستيفن داربي على موقع كووورة